# William Miller
William Miller (1782-1849) fou un predicador laic baptista, agricultor, mestre, oficial militar, granger, francmaçó i cap cívic local a Low Hampton, a l'est de l'estat de Nova York. Estudiós de la història i la profecia bíblica, arran dels seus estudis, començà a predicar el 1831 l'imminent segon adveniment de Crist.
És considerat com el fundador del Moviment Adventista (també anomenat Moviment Millerista), dels anys 1830 i 1840 a Amèrica del Nord. Entre els seus descendents espirituals directes s'inclouen l'Església Adventista del Setè Dia i moviments posteriors que es fundaren amb la inspiració de Miller en la profecia bíblica, incloent-hi el moviment d'Estudiants de la Bíblia de Charles Taze Russell, actualment coneguts com els Testimonis de Jehovà.

## Biografia
Miller va néixer el 15 de febrer de 1782 a Pittsfield a l'estat de Massachusetts. El 1803, Miller es casà amb Lucy Smith. El 1809 fou escollit sheriff i més tard jutge de pau. Miller serví en la milícia de Vermont i fou comissionat com a tinent el 21 de juliol de 1810. Per aquestes dates es converteix en un home relativament afortunat, posseint una casa, terres i com a mínim dos cavalls.

## Creences maçòniques
Miller fou també un actiu francmaçó: «Fou aquí (Poultney, Vermont) on Miller es convertí en membre de la fraternitat maçònica, avançà al grau més alt de les lògies del comtat.» Poc sabem dels lligams maçònics de Miller, a part dels registrats pel seu biògraf Sylvester Bliss. La majoria dels autors ignora aquest fet o no esmenta cap comentari. Whitney R. Cross especifica que Miller era un maçó del ritu de York però no dona més detalls o fonts. H. Y. Smith i W. S. Rann, editors del llibre de 1886 Historia del Comtat Rutland Vermont amb Il·lustracions i Esbossos Biogràfics d'alguns dels seus Prominents Homes i Pioners mostra el Rev. William Miller com un dels cinquanta-un individus llistats per Clarke com «els que han estat prominents en l'Orde d'aquest comtat (Rutland)». Miller és nomenat posteriorment un dels primers mestres de la lògia maçònica Morning Star (Estrella del matí).

## Servei militar
A l'inici de la guerra de 1812, Miller reuní una companyia local d'homes i viatjaren a Burlington (Vermont). Fou transferit al XIII Regiment d'Infanteria de l'Exèrcit Regular dels Estats Units amb el rang de tinent. Miller passà la major part de la guerra treballant com a reclutador i l'u de febrer de 1814 fou promogut a capità. Va veure per primera vegada acció a la batalla de Plattsburgh, on les forces americanes summament superades en nombre van vèncer les britàniques. Miller va veure el resultat d'aquesta batalla com un miracle. Posteriorment va escriure, «Em semblà que un Ser Suprem observà els interessos d'aquesta nació d'una forma especial, i ens alliberà de les mans dels nostres enemics… un resultat summament sorprenent, contra tals probabilitats, em semblà el treball d'una força més poderosa que l'home».

## Visió religiosa

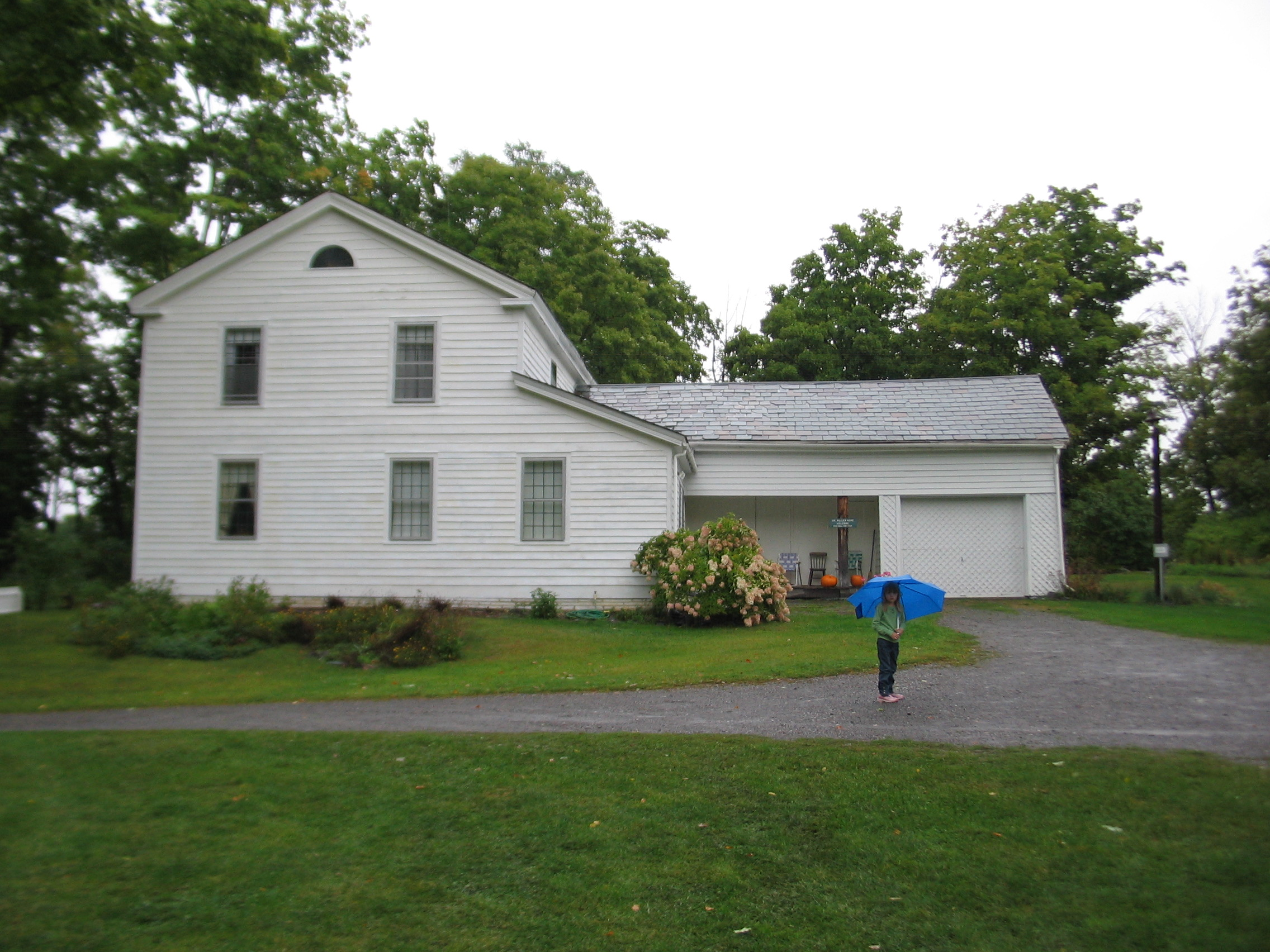
Casa de Miller a N.Y.

Després de la guerra, el 18 de juny de 1815 es traslladà amb la seva família a Low Hampton, on comprà una granja. Miller, però, volia recuperar la seva fe i va començar a freqüentar l'església baptista local. Un dia li van demanar de llegir el sermó del dia durant una de les freqüents absències del ministre local. Aquest fet es tornà en habitual i un diumenge, quan estava llegint un sermó sobre els deures dels pares fou elogiat amb gran emoció. Després d'una fase de clarividència Miller començà a estudiar la Bíblia detalladament, declarant a un dels seus amics: «Si tingués temps, jo harmonitzaria totes les contradiccions [bíbliques]». Miller començà amb Gènesi 1:1, estudiant cada verset sense avançar fins que sentia que el significat estava clar. D'aquesta forma arribà al convenciment que una segona vinguda de Crist era possible i que estava revelat en les profecies de la Bíblia.
Basant la seva creença principalment en Daniel 8:14 («Durarà dos mil tres-cents capvespres i matins; després el santuari serà purificat»), i fent servir un principi interpretatiu conegut com el «principi de dia-any»; Miller arribà a la conclusió que la purificació del santuari (Temple de Jerusalem) representava la purificació de la Terra per foc a la segona vinguda de Crist. Per a Miller i altres adeptes d'aquest principi, un dia de la profecia hauria de ser entès com un temps d'un any (365 dies). A més, Miller estava convençut que el període de 2.300 dies havia començat el 457 aC amb el decret per reconstruir Jerusalem dictat per Artaxerxes I de Pèrsia. Càlculs simples revelaren que aquest període acabava l'any 1843 i, per tant, en aquesta data esdevindria el retorn de Crist. Miller va escriure: «Vaig arribar a la solemne conclusió, que en prop de vint-i-cinc anys a partir d'aquesta data (1818), tots els assumptes del nostre estat actual s'esondrarien».
El 1832 entregà una sèrie de setze articles al diari baptista Vermont Telegraph. El primer d'aquests articles fou publicat el 15 de maig, Miller comentà sobre la resposta del públic: «Vaig ser inundat de cartes amb preguntes sobre les meves opinions, i visitants es reuniren amb mi per conversar del tema». El 1834, incapaç de complir amb moltes de les peticions urgents i invitacions per viatjar i predicar que havia rebut, Miller publicà una sinopsi de les seves ensenyances en un escrit de 64 pàgines amb el títol que traduït seria Evidència de les Escriptures i la Història sobre la Segona Vinguda de Crist al voltant de l'any 1843: Exposat en una Sèrie de Conferències.

## Mil·lenarisme

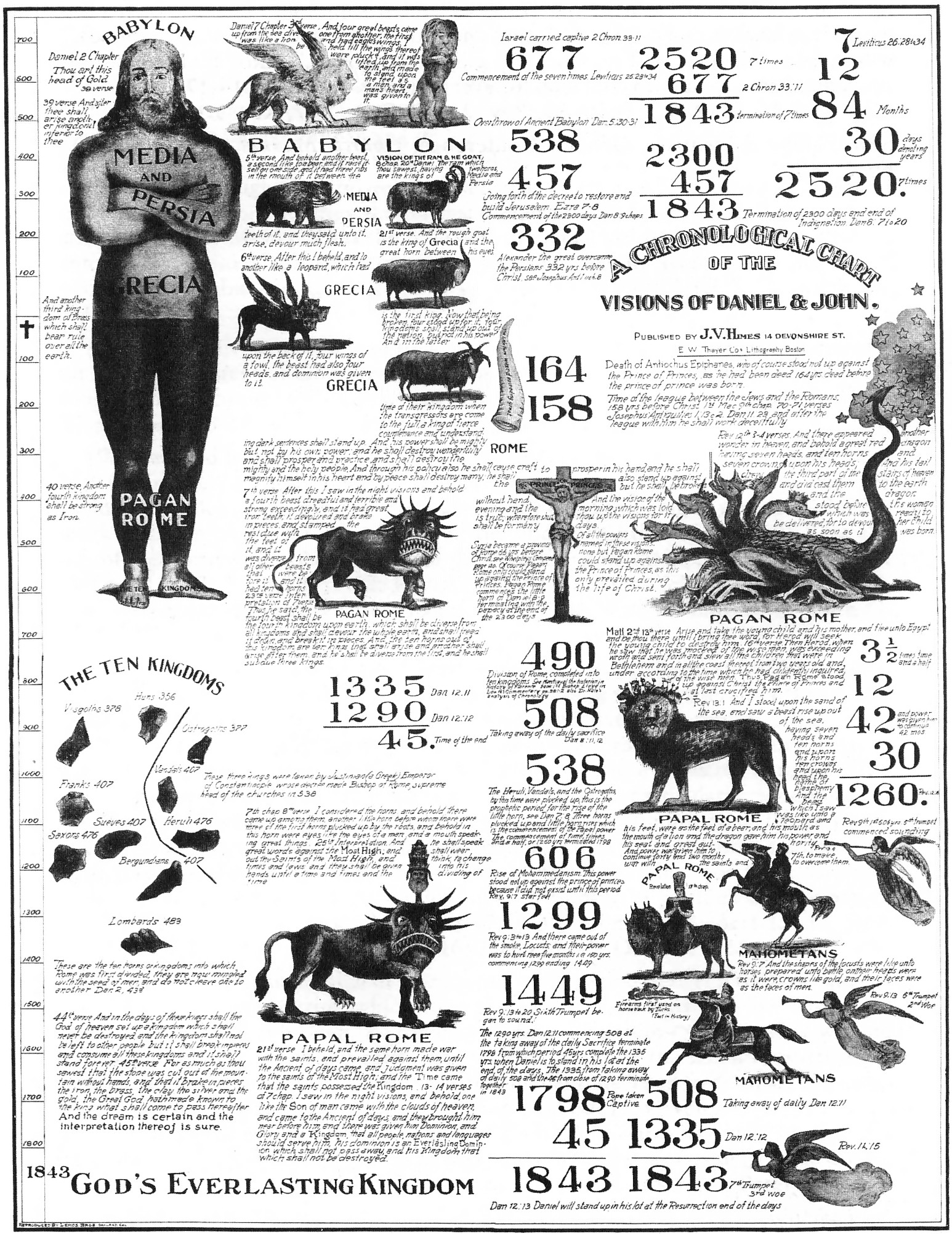
Cartell profètic mil·lenarista sobres les profecies de Daniel i Apocalipsi de l'any 1843.

Des de 1840, el mil·lenarisme es transformà d'un «moviment regional obscur, a una campanya nacional». La figura clau en aquesta transformació fou Joshua Vaughan Himes, pastor de la capella del carrer Chardon de Boston i un experimentat editor. Malgrat tot, Himes no acceptà completament les idees de Miller fins al 1842, segons el periòdic quinzenal.
Tot i la urgència dels seus partidaris, Miller mai fixà una data exacta per a la segona vinguda de Crist. Si més no, va dir: «Ras i curt, els meus principis són que Jesucrist vindrà una altra vegada a aquesta Terra, la netejarà, la purificarà, i en prendrà possessió, amb tots els sants, en algun moment entre el 21 de març de 1843 i el 21 de març de 1844».
El 21 de març de 1844 passà sense incidents, algunes discussions i estudis posteriors resultaren en l'adopció d'una nova data: 18 d'abril de 1844, basada en la interpretació del calendari hebreu. Com a la data anterior, el 18 d'abril passà sense el retorn de Crist. Miller respongué públicament, escrivint: «Confesso el meu error i reconec la meva decepció; però encara crec que el dia del Senyor està a prop, gairebé a la porta».
L'agost de 1844, en una reunió campestre d'Exeter a l'estat de New Hampshire, Samuel S. Snow presentà un missatge que arribà a ser conegut com el missatge del setè mes o el verdader crit de mitjanit. En una discussió basada en tipologia escriptural, Snow presentà la seva conclusió (encara basada en la profecia dels 2.300 dies de Daniel 8:14), que Crist tornaria el desè dia del setè mes del present any 1844. Fent servir el calendari dels jueus caraistes, el dia fou determinat com el 22 d'octubre de 1844.
El 22 d'octubre i la matinada del 23 d'octubre, es recorden com la «Gran Decepció» dels mil·lenaristes.